# Fabio
Fabio  è un nome proprio di persona italiano maschile.

## Varianti
- Femminili: Fabia[2]
  - Alterati: Fabiola[2][3]

### Varianti in altre lingue
- Latino: Fabius[1][3][4]
  - Femminili: Fabia[2]
- Polacco: Fabiusz
- Portoghese: Fábio[1]
- Russo: Фабий (Fabij)
- Spagnolo: Fabio[1]

## Origine e diffusione

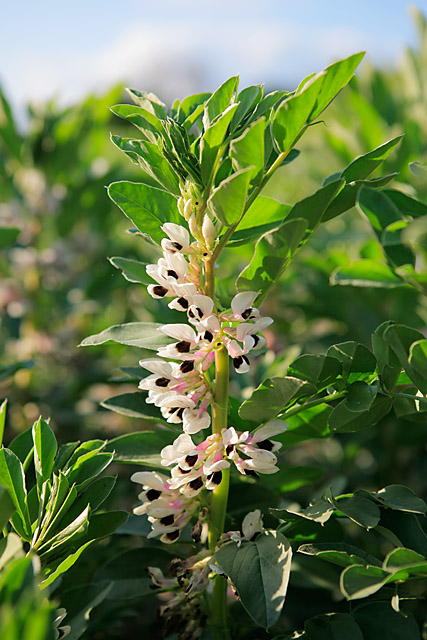
Fiori di fava

Continua l'antico nome latino Făbiu(m), Făbius e Fabia, utilizzato molto presto per nominare i componenti della Gens Fabia, la cui origine si fa risalire a un figlio di Ercole. È probabile che i Fabii debbano il nome alla faba, cioè le fave, legumi la cui coltivazione era assai diffusa sin dall'età regia ed era prediletta da tale famiglia, tuttavia ciò non è del tutto certo.
In proposito, Plinio il Vecchio ricorda che molte antiche famiglie romane derivarono il proprio nome dai legumi che prediligevano, o alla cui coltivazione erano dediti maggiormente; ad esempio ricordiamo i Lentuli (da lentes, lenticchie), un ramo della Gens Cornelia, i Pisoni, ramo dei Calpurnii, ed ancora i Ciceri (dai quali il nome Cicerone).
Il nome Fabiano è un suo derivato.

## Onomastico
In accordo con il calendario dei santi, l'onomastico viene festeggiato l'11 maggio in onore di san Fabio, martire con altri compagni in Sabina. Si ricordano con questo nome anche san Fabio il Vessillifero, martire a Cesarea in Mauritania, il 31 luglio, e san Fabio, "corpo santo", festeggiato assieme a Beinio, Emanuele e Fermo a Vienna il 21 maggio.

## Persone

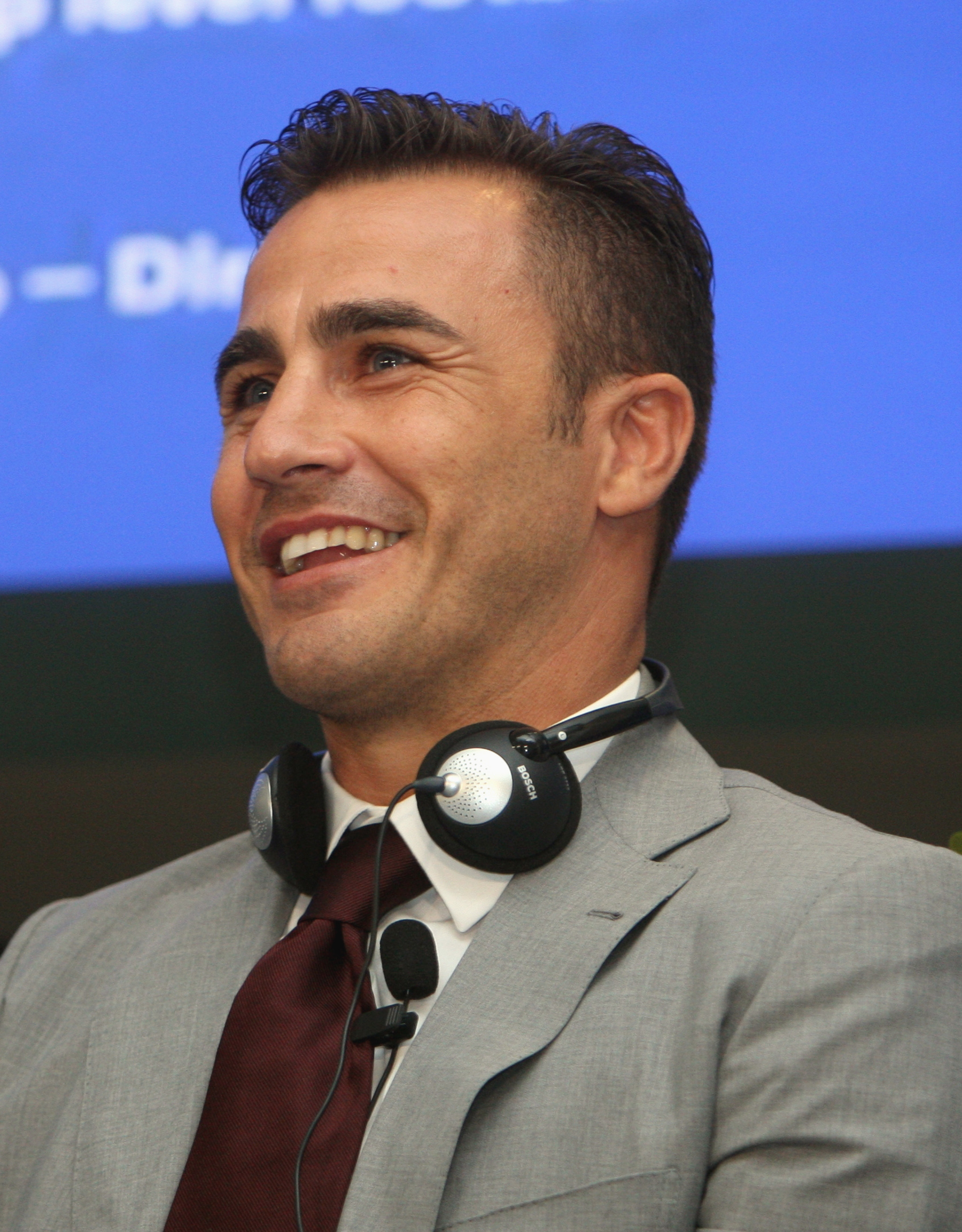
Fabio Cannavaro

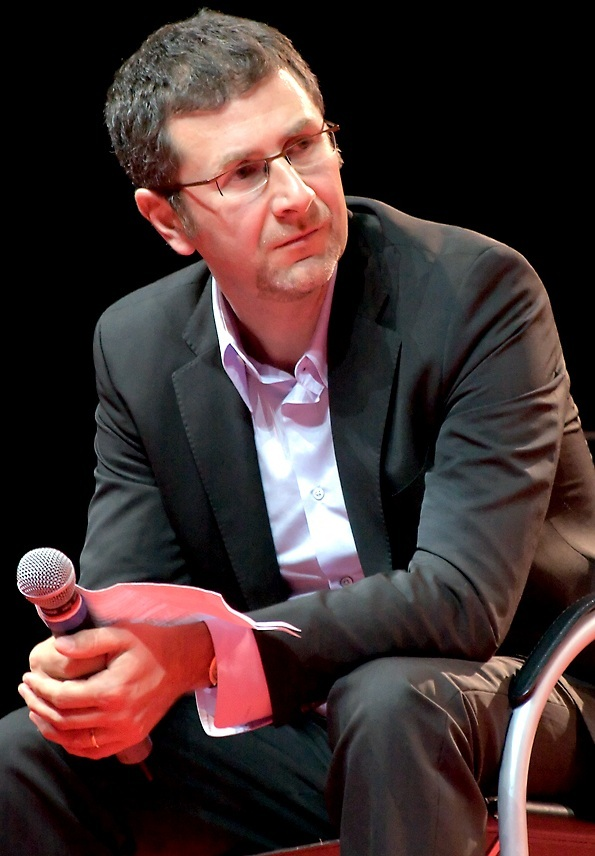
Fabio Fazio

- Quinto Fabio Massimo, il Temporeggiatore, militare romano
- Quinto Fabio Massimo Rulliano, console romano
- Quinto Fabio Pittore, politico e storico romano
- Fabio, santo anatolico
- Fabio, cantante italiano
- Fabio Bartolo Rizzo, rapper italiano
- Fabio Boccanera, attore e doppiatore italiano
- Fabio Cannavaro, calciatore e dirigente sportivo italiano
- Fabio Capello, calciatore e allenatore di calcio italiano
- Fabio Caressa, giornalista, conduttore televisivo e telecronista sportivo italiano
- Fabio Concato, cantautore italiano
- Fabio degli Abati Olivieri, cardinale italiano
- Fabio De Luigi, attore, comico e imitatore italiano
- Fabio De Nunzio, giornalista e personaggio televisivo italiano
- Fabio Fazio, conduttore televisivo italiano
- Fabio Fognini, tennista italiano
- Fabio Grosso, calciatore italiano
- Fabio Petrucci, politico italiano
- Fabio Quagliarella, calciatore italiano
- Fabio Rovazzi, youtuber e cantante italiano
- Fabio Sabatini, ciclista su strada italiano
- Fabio Tiziano, console romano
- Fabio Valente, generale romano
- Fabio Vettori, disegnatore italiano
- Fabio Volo, attore, scrittore, conduttore radiofonico, conduttore televisivo, doppiatore e sceneggiatore italiano

### Variante Fábio

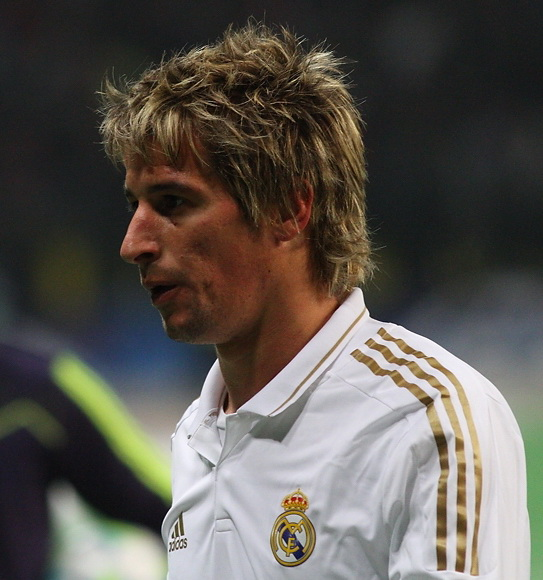
Fábio Coentrão

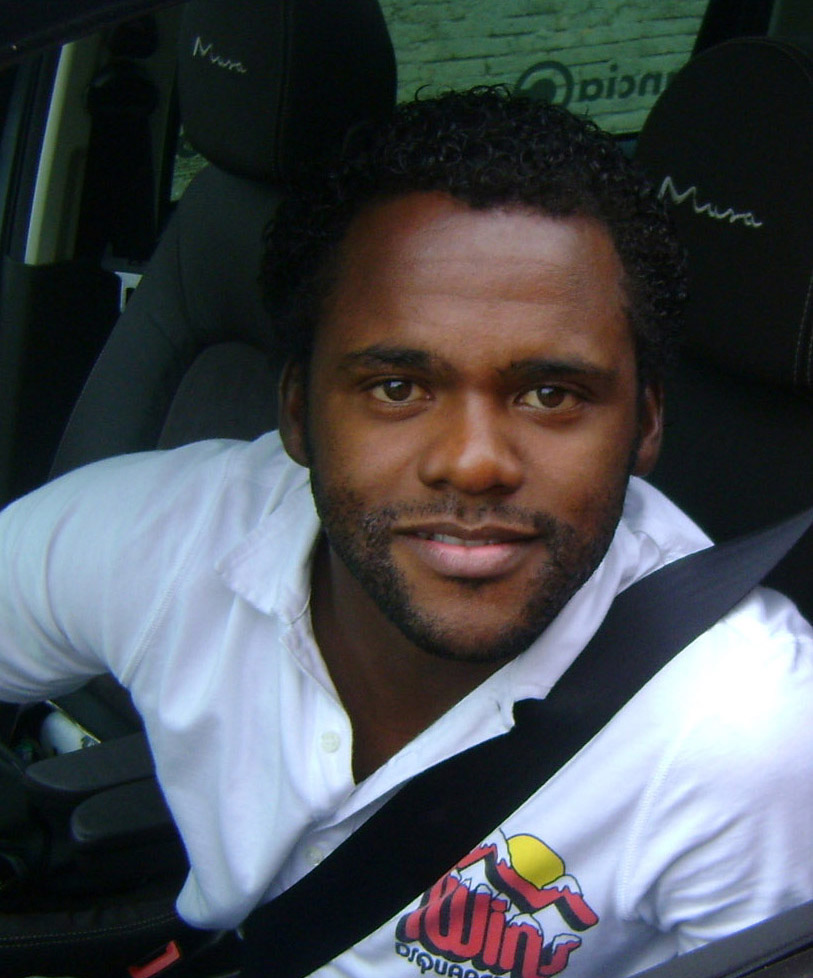
Fábio Simplício

- Fábio Alves Félix, calciatore brasiliano
- Fábio Aurélio, calciatore brasiliano
- Fábio Barreto, regista e attore brasiliano
- Fábio Bilica, calciatore brasiliano
- Fábio Coentrão, calciatore portoghese
- Fábio Costa, calciatore brasiliano
- Fábio Eduardo Cribari, calciatore brasiliano
- Fábio Ferreira da Silva, calciatore brasiliano
- Fábio Camilo de Brito, calciatore brasiliano
- Fábio de Jesus, calciatore brasiliano
- Fábio dos Santos Barbosa, calciatore brasiliano
- Fábio Felício, calciatore portoghese
- Fábio Júnior, calciatore brasiliano
- Fábio Deivson Lopes Maciel, calciatore brasiliano
- Fábio Luciano, calciatore brasiliano
- Fábio Luiz Magalhães, giocatore di beach volley brasiliano
- Fábio César Montezine, calciatore brasiliano naturalizzato qatariota
- Fábio Emanuel Moreira Silva, calciatore portoghese naturalizzato capoverdiano
- Fábio Noronha de Oliveira, calciatore brasiliano
- Fábio Nunes, calciatore portoghese
- Fábio Pereira da Cruz, calciatore brasiliano
- Fábio Pereira da Silva, calciatore brasiliano
- Fábio Luís Ramim, calciatore brasiliano naturalizzato azero
- Fábio Rochemback, calciatore brasiliano
- Fábio Santos Romeu, calciatore brasiliano
- Fábio Simplício, calciatore brasiliano

### Variante Fabius
- Fabius Brest, pittore francese
- Fabius Constable, arpista e musicista italiano

## Il nome nelle arti
- Fabio e Fiamma è il titolo di una storica trasmissione radiofonica trasmessa da Radio2.
- Fabio Cannizzaro, detto Lo Zingaro personaggio del film Lo chiamavano Jeeg Robot, diretto da Gabriele Mainetti.
- Fabia, personaggio di Pokémon introdotto in Pokémon Spada e Scudo